# شهرستان ناکورو
شهرستان ناکورو (به لاتین: Nakuru County) یک شهرستان در کنیا است. شهرستان ناکورو ۷٬۵۰۹٫۵ کیلومتر مربع مساحت و ۲٬۱۶۲٬۲۰۲ نفر جمعیت دارد.